# シンナカル
シンナカル（モンゴル語: Šingnaqar、生没年不詳）は、チンギス・カンの弟のカチウンの末裔で、モンゴル帝国の皇族。『元史』などの漢文史料では済南王勝納哈児(shèngnàhāér)、『集史』などのペルシア語史料ではShīnglaqarشینگلقرと記される。ペルシア語での表記からシンラカルと記されることもある。

## 概要
シンナカルはチンギス・カンの弟のカチウンの孫であるカダアンの息子（もしくは孫）として生まれた。中統元年（1260年）、即位したばかりのクビライ・カアンによるカチウン家への下賜ではアルチダイ、クラクル、カダアン、フラチュとともに名を連ねており、この頃には皇族の一員として認められていたものと見られる。シンナカルの前半生は不明であるが、至元20年（1283年）には王府官を三員設置したことが記録されており、この頃カチウン王家当主の座に就いたと考えられる。
シンナカルがカチウン家当主となった頃、モンゴリア西方のアルタイ地方は中央アジアを支配し大元ウルスと敵対するカイドゥ・ウルスとの最前線となっており、シンナカルは北安王ノムガン率いるモンゴリア駐屯軍に参加していた。一方、モンゴリア東方に蟠踞するオッチギン王家のナヤンはかねてよりクビライ・カアンの政策に不満を抱き、オッチギン王家のみならずカサル王家、カチウン王家をも巻き込んでクビライ・カアンに対する叛乱を起こそうとしていた。
至元24年（1287年）、叛乱を決意したナヤンは密かにノムガン率いる軍に所属するエブゲン・シンナカルに使者を派遣して連携を図ろうとしたが、同じくノムガン配下にあったハラチン軍を率いるトトガクによって使者は捕らえられ、ナヤンの叛乱に関する情報は悉く知られてしまった。使者が捕らえられたことを知らず、シンナカルはトトガクとドゥルダカというノムガン配下の二大将軍を宴に招いて謀殺しようとしたが、トトガクはシンナカルの真意を知っていたために宴に行くことを止め、シンナカルの計画は失敗に終わった。
程なくしてシンナカルに入朝せよとの命令があり、シンナカルは「東道」よりクビライ・カアンの下へ行こうとした。しかしトトガクは「シンナカルの分地は東方にあり、仮にシンナカルが脱走して叛乱に合流したならば、虎を山に放つようなものだ」と北安王ノムガンに語り、シンナカルに命じて「西道」より行かせた。
クビライ・カアンの下に辿り着いたシンナカルがどのように扱われたかは不明であるが、『集史』には叛乱に参加した者の一部を処刑し、彼等の軍隊は解体して各地に分配したと記されている。しかし東方三王家が完全に解体されてしまったかのような『集史』の記述は誤りであり、実際には当主をすげ替えた上で東方三王家は存続を許されている。カサル家ではシクドゥルからバブシャに、オッチギン家ではナヤンからトクトアに当主が変えられ、カチウン家ではエジルが済南王に封ぜられ、シンナカルに代わって新たにカチウン家当主となった。また、ナヤンが捕殺された後もカダアンがクビライに降伏しなかった理由として、自身の息子であるシンナカルから王位が剥奪され、別系統のエジルに与えられたためではないかとする説もある。
カチウン家は存続を許されたとはいえ、旧シンナカル配下の流散戸が江南の各地に派遣されるなど、軍隊の解散・分配は小規模ながらも実行されていた。また、同年冬にはサンガがシンナカルの有する「皇侄貴宗之宝」という印は人臣が用いるべきものではなく、その分地（済南路）によって「済南王印」とすべきであると述べ、以後カチウン王家の印は「済南王印」と改められた。そもそも大元ウルスでは「宝印」は皇帝もしくは皇后・皇太子のみ使用が許されるものであり、諸王が勝手に印が鋳造することは全く許されていなかった。

## 歴代カチウン家当主
1. カチウン大王（Qači'un,合赤温大王／Qāchīūnقاچیون）
2. 済南王アルチダイ（Alčidai,済南王按只吉歹／Īlchīdāīایلچیدای）
3. チャクラ大王（Čaqula,察忽剌大王／Chāqūlaچاقوله）
4. クラクル王（Qulaqur,忽列虎児王／Ūqlāqūrاوقلاقور）
5. カダアン大王（Qada'an,哈丹大王／Qadānقدان）
6. 済南王シンナカル（Šingnaqar,済南王勝納哈児／Shīnglaqarشینگلقر）
7. 済南王エジル（Eǰil,済南王也只里／Ījal-Nūyānیجل نویان）